# Staromuchamietowo
Staromuchamietowo (ros. Старомухаметово) – wieś (dieriewnia) w Rosji, w Baszkortostanie, w rejonie kigińskim. W 2010 liczyła 460 mieszkańców.